# 1966년 서울시내버스 노선번호 개편
다음은 1966년 5월 1일 시행된 서울시내버스의 노선번호 개편 내용이다.

## 시내버스 노선
- 11번 23대 장위동-상대-동대문-청계2-을지2-미도파-서울역-용산중입구-후암동-서울역-기존-장위동
- 12번 46대 미아동-상대-동대문-청계2-을지2-미도파-서울역-용산중입구-후암동-서울역-기존-미아동
- 13번 59대 수유동-미아리-혜화동-종로5-쌍림동-서울역-시청-중앙청-혜화동-미아리-수유동 차량댓수의 1/3는 미아리-삼양동 순환
- 15번 48대 13번의 반대방향
- 16번 44대 도봉동-미아동-종암동(보문동)-신설동-동대문-화신동-미도파 차량댓수의 1/4는 종암동경유
- 17번 44대 정릉-돈암동-보문동-동대문-화신-서대문-마포
- 21번 77대 노고산-아현동-서대문-화신-종각-동대문 차량대수의 1/3는 회기동행
- 22번 65대 답십리-전농3동-동대문-청계2-을지2(광교)-미도파-서울역-염천교-숙대-효창동
- 23번 54대 이문동-청량리-신설동-동대문-을지6가-을지입구-미도파-서울역 휘경동10대 순환(출퇴근시)
- 24번 33대 중랑교-동대문-종로-서대문-홍은동-문화촌
- 25번 10대 상계동-신공덕동-삼육신대-중랑교-청량리
- 26번 4대 청량리-중랑교-망우리-퇴계원-내곡리-장현리
- 27번 5대 청량리-중랑교-망우리-도농동-금곡
- 31번 47대 천호동-왕십리-을지로-미도파-남대문-서울역 약수터20분에 1대배차 화양리, 모진동에 각각 5대 배차
- 32번 3대 천호동-송파-세곡동
- 35번 39대 뚝섬-을지로-시청-서울역-남대문-미도파-을지로-뚝섬
- 41번 35대 한남동-삼각지-서울역-퇴계로-약수동-한남동
- 42번 34대 보광동-약수동-퇴계로-삼각지-보광동 17대는 서빙고배차
- 51번 84대 불광동-서대문-세종로-시청-을지로-약수동-문화동-옥수동 28대는 갈현동에서 배차
- 52번 17대 구파발-서대문-서울역-퇴계로-동대문-종로-세종로-구파발
- 53번 43대 수색-서대문-서울역-시청-시청-서대문-수색
- 56번 7대 문화촌-홍제동-종로-동대문-망우리
- 57번 21대 문화촌-홍제동-종로-동대문-면목동
- 64번 59대 남가좌동-아현동(서대문 서소문,서소문 시청)-서울역-노량진-상도동 수색:20분에 1대 배차 29대는 시청경유
- 65번 15대 남가좌동-아현동(서대문 서소문,서소문 시청)-서울역-노량진-신림동 7대는 시청경유
- 71번 43대 서강-아현동-서대문-서울역-미도파-청계천-동대문-보문동-정릉
- 72번 13대 서강-아현동-서소문-시청-을지로-동대문-신설동-답십리
- 76번 42대 서교동-신촌-종로-동대문-숭인동-문화동-약수동-자유센터
- 77번 53대 염리동-마포-원효로-남영동-서울역-시청-중앙청-세검정
- 80번 6대 양평동-영등포시장-영등포구청-대림동
- 81번 41대 동작동-서울역-남대문-을지로입구-화신-혜화동—돈암동-신흥사 남성동(20분에 1대 배차)
- 82번 1대 동작동-말죽거리-신원리-상정라
- 83번 21대 이촌동-서울역-화신-종로-혜화동-성북동
- 84번 47대 구로동-노량진-삼각지-서울역-남대문
- 85번 20대 오류동-구로동-노량진-삼각지-서울역-남대문
- 86번 27대 문래동-6사령부-당산동-서교통-아현동-서소문-시청-세종로-서대문-서대문-문래동
- 87번 12대 양남동-시청-구청-삼각지-서울역-시청-서소문-서교동-양남동 좌우순환
- 88번 27대 시청-서소문—아현동-신촌-서교동-당산동-김포시청-서울역—삼각지-신촌-영등포시장-당산동-김포 개화리:30분에 1대배차
- 89번 47대 안양-시흥-대방동-삼각지-서울역-남대문 시흥동발:15대, 대림동발:15대
- 91번 세검정-중앙청-화신-종로-동대문-상왕십리-마장동

## 시내 합승버스 노선
- 11번 69대 종암동-신설동-동대문-화신-미도파-서울역-아현동-도화동장위동 20대 배차
- 12번 45대 돈암동-신설동-동대문-화신-미도파-서울역-용산중입구-국방부(현재,구병무청)-서울역-기존-돈암동
- 13번 36대 삼양동-돈암동/종암동-신설동-동대문-세종로-서울역 종암동경유 18대 우이동배차:5대
- 15번 45대 미아동-혜화동->청계천-><-종로<-화신-미도파-서울역-서계동-효창동 미아국교앞 20대 배차
- 16번 9대 도봉동-미아리-혜화동-종로-화신
- 17번 1대 장위동-현천동 마이크로버스 운행
- 21번 31대 홍릉-신설동-동대문-화신-미도파-서울역 홍파국교 10대배차
- 22번 42대 답십리-신설동-동대문-창계천-미도파-서울역 42대 전농동회에 20대배차
- 23번 33대 이문동-청량리-동대문-을지로-미도파-서울역
- 24번 5대 청량리-중랑교-불암동
- 25번 9대 청량리-중랑교-상계동
- 27번 9대 망우동-청량리-신설동-동대문-을지로-미도파-서울역
- 28번 15대 답십리-성동역-신설동-왕십리-을지로-미도파-서울역-남산순환도로-자유센터
- 31번 40대 천호동-왕십리-을지6-청쳬천-광교-미도파-남대문-서울역 시청앞경유 20대
- 32번 2대 천호동-약수터-송파-세곡동
- 33번 40대 성수동-왕십리-을지6-종로-세종로-중앙청-효자동 경마장경유 20대
- 34번 1대 성수동-신양동 마이크로버스 1대
- 35번 11대 마장동-왕십리-을지로-미도파-서울역
- 36번 65대 경마장-왕십리-을지로-미도파-서울역 22대/한양대앞 배차 10대
- 37번 11대 건대-왕십리-을지로-미도파-서울역
- 38번 29대 응봉동-행당동-왕십리-을지로-미도파-서울역-남산관광도로-자유센터 29대
- 39번 51대 신길동-삼각지-서울역-퇴계로-동대문-신설동-마장동 을지로경유/상도동경유 25대
- 42번 32데 보광동-한남동-삼각지-서울역-미도파-안국동-돈화문-필동-서울역-보광동
- 43번 20대 용산동-삼각지-미도파-화신-안국동
- 51번 불광동-녹번동-서대문-미도파-화신동-서대문-불광동 구파발배차는 8대 1/2는 좌우순환
- 52번 북한산성-불광동-서대문-세종로-서울역-삼각지-영등포구청-시흥
- 53번 25대 수색-녹번동-홍제동-서대문-세종로-수색-신촌-아현동-서대문-세종로 25사단:1대배차 ,홍제동경유 12대
- 54번 28대 응암동-녹번동-서대문-세종로-서울역-삼각지-상도동 28대 녹신동10대배차,
- 55번 13대 응암동-녹번동-서대문-세종로-서울역-삼각지-신림동 녹신동5대배차,
- 56번 35대 홍은동-서대문-서울역-시청-을지로-약수동-문화동-옥수동
- 57번 13대 문화촌-서대문-서울역-시청-을지로-약수동-문화동-옥수동
- 61번 41대 봉원동-아현동-세종로-동대문-광희동-서울역-세종로-아현동-봉원동 1/2는 좌우순환 41대
- 62번 23대 아현동동-아현동-세종로-동대문-광희동-서울역-세종로-아현동-봉원동 1/2는 좌우순환
- 63번 20대 북아현동-서대문-서울역-미도파-화신앞-서대문-북아현동
- 71번 42대 정릉-돈암동-혜화동-원남동-종로/안국동-미도파-서울역-서대문-아현동-서강 신촌로타리 20대배차 세종로경유 21대
- 72번 36대 신석동-서대문-세종로-화신<-안국동/청계천->원남동-혜화동-정릉 혜화동,세종로경유 18대
- 73번 21대 신석동-아현동-세종로-서울역-퇴계로-약수동-한남동 5대:자유센터경유
- 74번 20대 신석동-아현동-세종로-퇴계로-광희동-약수동
- 76번 20대 원효로-남영동-서울역-미도파-화신-동대문
- 78번 20대 원료로-남영동-서울역-미도파-화신-창신동
- 79번 20대 원효로-용산서-서계동-서울역-광희동-약수동-신당동-신설동
- 80번 17대  영등포구내:대림동-대방동-신림동-양평동-양남동 대림동에 5대배차 대방동에 3대배차 신림동에 3대배차 양남동에 3대배차
- 81번 51대 동작동-삼각지-서울역-미도파-안국동-원남동-혜화동 성북동에 26대, 중앙대에 25대를 배차
- 82번 2대 동작동-역곡동 왕복운행
- 83번 15대 영등포시장-노량진-삼각지-서울역-남대문-신세계
- 84번 30대  구로동-노량진-삼각지-서울역-남대문-신세계 도림동경유 15대
- 85번 15대 오류동-노량진-삼각지-서울역-남대문-신세계
- 86번 18대 문래동-노량진-삼각지-서울역-남대문-신세계
- 87번 30대 양남동-노량진-삼각지-서울역-남대문-신세계
- 88번 28대 김포-영등포-신촌-시청, 김포-노량진-시청 오정리 1대 배차
- 89번 2대 개화동-영등포
- 91번 5대 사직동-세종로-삼각지-대방동-대림동
- 92번 5대 사직동-세종로—서울역-삼각지-영등포시장-양평동
- 93번 18대 삼청동-세종로-서울역-삼각지-대방동-대림동
- 95번 15대 삼청동-세종로-서울역-삼각지-영등포시장-양평동
- 96번 4대 삼청동-세종로-서울역-삼각지-대방동-대림동-시흥동

## 급행버스 노선
- 11번 24대 (우이동)-미아리-종암동-신설동-동대문-청계5가-세종로-갈월동-숙대-원효로 24대 8대:수유리배차,서울역연장
- 15번 24대 미아리-돈암동-혜화동-원서동-중앙청-서울역-청계천-혜화동-미아리 좌우순환 24대
- 23번 26대 휘경동-청량리-동대문-청계천-미도파-서울역-용산중입구-국방부-서울역-휘경동 26대 8대는 면목동배차 16대는 서울역회차
- 31번 25대 천호동-왕십리-을지6-청계천-필동-퇴계로-서울역
- 45번 25대 금호동-세검정-문화동-신당동-을지6-청계천-광교-세종로-중앙청-효자동-세검정 12대는 금남시장 배차
- 51번 26대 갈현동-서대문-세종로-화신-종로-동대문-답십리 불광동 13대 배차
- 53번 25대 응암동-녹번동-서대문-세종로-청계천-숭인동-보문동-돈암동-정릉 미아리 배차:12대
- 57번 25대 보광동-소방서-광희동-청계6가-을지2가-을지입구-미도파-서울역-홍제동-문화촌
- 61번 남가좌동-신촌-아현동-서대문-세종로-청계천-왕십리- 행당동-마장동
- 72번 22대 신석동-마포-아현동-서소문-시청-세종로-홍릉-이문동 22대
- 81번 동작동-서울역-남대문-세종로-청계천-동대문-제기동
- 84번 25대 구로동-영등포시장-노량진-삼각지-시청
- 86번 27대 문래동-당산동-신촌동-아현동-서소문-시청-서울역-퇴계로-약수동
- 88번 14대 김포-제2한강교-신촌-아현동-서소문-시청
- 89번 11대 안양-대림동-대방동-용산-서울역
- 99번 14대 상도동-삼각지-서울역-퇴계로-쌍림동-청계5-동대문

## 참고 자료
- 조선일보 1966년 4월 29일자

## 같이 보기
- 1949년 서울시내버스 노선
- 1956년 서울시내버스 운행회사
- 1959년 서울시내버스 노선
- 1961년 서울시내버스 노선번호 개편
- 1964년 서울시내버스 노선번호 개편
- 1970년 서울시내버스 노선번호 개편
- 1970년 서울시내버스 운행회사
- 1974년 서울시내버스 운행회사
- 1985년 서울시내버스 노선번호 개편
- 2004년 서울특별시 버스 개편